# David Meltzer
Pour les articles homonymes, voir Meltzer.
Œuvres principales
- Tendre Réseau

David Meltzer, né le 17 février 1937 à Rochester dans l'État de New York et mort le 31 décembre 2016 à Oakland en Californie, est un écrivain, poète et musicien américain de la Beat Generation.
Lawrence Ferlinghetti a dit de David Meltzer qu'il était un des plus grands poètes et musiciens du San Francisco de l'après-guerre. Meltzer se fit connaître lorsque ses poèmes furent inclus dans l'anthologie The New American Poetry 1945-1960.

## Œuvres

### SérieAgency
1. Tendre Réseau, Champ libre, coll. Chute libre, 1977 ((en) The Agency, 1968)
2. (en) The Agent, 1968
3. (en) How Many Blocks in the Pile?, 1968

### SérieBrain-Plant
1. (en) Lovely, 1969
2. (en) Healer, 1969
3. (en) Out, 1969
4. (en) Glue Factory, 1969